# F6磁盘
F6磁盘是含有用于SCSI，SAS或RAID适配器的Microsoft Windows NT设备驱动的软盘的俗称。F6磁盘被用于所有基于NT版本的Windows操作系统，包括了Windows 2000、Windows Server 2003和Windows XP。自Windows Vista起，第一階段的安裝程式改為圖形化的Windows PE，软盘形式的F6磁盘就已淘汰，安装过程可从U盘，軟碟和CD-ROM加载第三方驱动程序。

## 用途
F6磁盘以它被使用的方式而得名。在Windows的安装过程之中，安装程序必须先为Windows将要被安装到的磁盘系统加载驱动程序。除非市面上的磁盘系统已经在特定Windows版本安装程序之前建立并包含，否则必须以加载F6磁盘的方式加载Windows安装盘里不存在的驱动程序。在Windows安装程序开始之前快速按下F6键才可以加载F6磁盘。“按下F6以安装第三方SCSI或RAID驱动程序”（Press F6 if you need to install a third party SCSI or RAID driver...）的消息会在每次Windows安装程序启动之前一闪而过。
F6磁盘在它的根目录下保存了设备驱动程序。直到Windows Vista，F6磁盘总是软盘的原因是——在出现按下F6键的提示时，Windows安装程序没有加载除了软盘外的所有媒介。对USB设备和CD-ROM的支持在Windows Vista内被添加。生产厂家经常提供以CD-ROM存储的用于RAID和其他磁盘控制器的驱动程序，但若想用于Windows安装程序，则必须先将其拷贝到一张F6磁盘上。另一种方法则是给Windows安装程序的目录打上所需要的SATA、SCSI、SAS、RAID、EIDE驱动程序补丁（比如i386用于x86），比如使用类似于nLite的软件，然后新建一个可以刻录到CD或DVD媒介的ISO映像。